# 冰洞
冰洞是位於奧地利薩爾茨堡以南的小鎮維爾芬（werfen)的石灰岩洞窟，全長超過42公里，是世界最大的冰洞。每年有約20萬名遊客參觀。冰洞在每年5月1日至10月26日對外開放。

## 外部連結
- Eisriesenwelt official website（页面存档备份，存于）
- Travel guide（页面存档备份，存于）
- Cave information
- Tourist's description of visiting the cave（页面存档备份，存于）
- Description of Tennengebirge geology（页面存档备份，存于）